# Уодделл, Зейн
Зейн Уодделл (англ. Zane Waddell; род. 18 марта 1998, Блумфонтейн) — южноафриканский пловец, чемпион мира на дистанции 50 метров на спине (2019). Чемпион летней Универсиады 2019 года.

## Карьера
Зейн Уодделл родился в Блумфонтейне 18 марта 1998 года.
Принял участие на чемпионате мира 2017 года в Будапеште, став 46-м на дистанции 100 метров вольным стилем с результатом 49,99 с.
В Неаполе на Летней универсиаде 2019 года на дистанции 50 метров на спине одержал победу.
На чемпионате мира 2019 года в корейском Кванджу южноафриканец стал сильнее мирового рекордсмена россиянина Климента Колесникова и двукратного чемпиона мира Евгения Рылова.